# NGC 2556
NGC 2556 este o galaxie lenticulară situată în constelația Racul. A fost descoperită în 17 februarie 1865 de către Albert Marth.